# Corticarina alemannica
Corticarina alemannica là một loài bọ cánh cứng trong họ Latridiidae. Loài này được Schiller miêu tả khoa học năm 1984.